# Macrocixius gigantea
Macrocixius gigantea är en insektsart som beskrevs av Matsumura 1914. Macrocixius gigantea ingår i släktet Macrocixius och familjen kilstritar. Inga underarter finns listade i Catalogue of Life.